# Sävja
Sävja ist ein Ort (tätort) in der schwedischen Provinz Uppsala län und der historischen Provinz Uppland.
Der Ort in der Gemeinde Uppsala ist nach der Stadt Uppsala der bevölkerungsmäßig zweitgrößte Ort der Gemeinde. Sävja ist auch der viertgrößte Ort Schwedens, der nicht Hauptort einer eigenen Gemeinde ist.